# غريمسبي (أونتاريو)
غريمسبي، أونتاريو (بالإنجليزية: Grimsby)‏ هي مدينة كندية تقع في مقاطعة أونتاريو. تبلغ مساحة هذه المدينة 68.9447 (كم²)، ويبلغ عدد سكانها 23937 نسمة حسب إحصاء سنة 2006 م، بينما كان يسكنها 21297 نسمة في سنة 2001 م. تحتل هذه المدينة المرتبة رقم 163 بين مدن كندا حسب عدد السكان والمرتبة رقم 65 في المقاطعة. نما عدد السكان في هذه المدينة بنسبة (12.4) بين العامين المذكورين.

## أعلام
- ويل هدسون
- بوب وارنر
- كيفن هيرن
- كولن ميلر
- هارلي فالنتاين
- جيرالد كارسون
- البطريرك مستيسلاف
- روس هال

## وصلات خارجية
- الأطلس الحكومي لكندا
- إحصاءات كندا مع ساعة تعداد السكان